# Violet Bent Backwards over the Grass
Violet Bent Backwards over the Grass é o livro de estreia da artista musical e compositora estadunidense Lana Del Rey. Uma coleção de poesias com mais de 30 poemas escritos por Del Rey, incluindo 13 poemas longos e outros poemas pequenos. A coleção é o primeiro trabalho publicado de Del Rey e foi lançada pela Simon & Schuster em 29 de setembro de 2020.
Em dezembro de 2019, Del Rey anunciou que lançaria um álbum falado para acompanhar o livro, também com música do produtor estadunidense Jack Antonoff, com lançamento previsto para janeiro de 2020. Após um atraso devido a problemas pessoais, o álbum foi lançado em 28 de julho de 2020 pela Interscope/Polydor. A arte da capa, uma pintura de uma laranjeira da artista Erika Lee Sears, foi divulgada em abril de 2020. As datas finais de lançamento do livro foram anunciadas em 9 de julho de 2020, com o álbum sendo lançado em 28 de julho de 2020, e o livro de capa dura em 29 de setembro de 2020. Parte da receita das vendas do álbum falado e do livro foram doados ao Navajo Water Project.

## Antecedentes e desenvolvimento
Desde o começo da sua carreira, Del Rey sempre expressou como foi inspirada pela poesia, com Walt Whitman e Allen Ginsberg sendo instrumental em suas composições. Posteriormente, Del Rey compôs diversos poemas que foram utilizados como monólogos falados em seus filmes e clipes musicais, como por exemplo, em peças mais longas e melancólicas dos filmes Ride (2012) e Trópico (2013), nesse último, ela também recitou poemas do livro Folhas de Relva de Whitman.
Em 2018, Del Rey anunciou sua intenção de lançar um livro de poesia. Ela explicou que, após um bloqueio de composição ao começar a trabalhar em Norman Fucking Rockwell! (2019) em 2017, ela começou a escrever poesia.
Acho que vou publicá-lo por conta própria e divulgá-lo de antemão. É meio aleatório. O que é mais uma daquelas coisas que eu quero ter só para mim. Eu literalmente poderia deixar esses livrinhos em algumas livrarias em Silverlake e implorar que os vendessem. Tem sido muito legal para mim porque eu estava tendo um pequeno bloqueio de composição com a música no outono passado e então sentei para escrever algumas palavras sem música e percebi que havia apenas algumas coisas que eu queria dizer através de alguns poemas, o que é engraçado. Eu sinto que estou no século 19. — Lana Del Rey
Pouco depois, Del Rey revelou que ela mesma encadernaria o livro e venderia as cópias por apenas um dólar. Quando questionada por que o livro seria tão barato, Del Rey respondeu: "porque meus pensamentos não têm preço". No entanto, os planos originais de Lana mudaram quando Simon & Schuster adquiriu os direitos e publicou o livro regularmente e a um preço padrão.
Durante o ciclo promocional de seu álbum de estúdio Norman Fucking Rockwell!, Del Rey descreveu o livro como consistido em "treze longos poemas", embora ela já tenha mostrado poemas curtos em suas redes sociais desde então, tais como "Never to Haven", "Happy" e "Quiet Waiter-Blue Forever", entre outros.
Del Rey explicou que seu processo para escrever poesia acabou sendo notavelmente diferente de seu processo para escrever música. Ela disse: "É uma espécie de poesia profunda, onde tudo é permitido e é totalmente livre. Às vezes, minhas páginas terminam com um dístico, logo no final, mas a maior parte é de formato livre". O título em si vem de um verso de um dos poemas favoritos de Del Rey. A linha completa é: "Violet bent backwards over the grass. Seven-years old with dandelions grasped tightly in her hand."

## Lançamento
Violet Bent Backwards over the Grass foi lançado em 29 de setembro de 2020, como um livro de capa dura de 128 páginas. Em 3 de outubro de 2020, Del Rey organizou uma leitura surpresa e autógrafos do livro na loja Barnes & Noble em Los Angeles. O evento gerou polêmica devido à decisão de Del Rey de usar uma máscara de malha e tirar fotos perto de seus fãs durante a pandemia de COVID-19. O evento acabou sendo encerrado por não seguir as normas de saúde. Del Rey respondeu às críticas, dizendo que a máscara tinha uma camada de plástico costurada nela.
O lançamento foi um sucesso, com o livro chegando ao quarto lugar na lista dos mais vendidos do New York Times.

## Álbum falado
Violet Bent Backwards over the Grass foi lançado também como o primeiro álbum falado de Del Rey, através das gravadoras Interscope e Polydor em 28 de julho de 2020, dois meses antes do lançamento do álbum. A artista selecionou 14 dos 30 poemas que aparecem no livro para o álbum. Durante uma live no Instagram, Del Rey anunciou originalmente a data 4 de janeiro de 2020 para o lançamento do álbum; ela expressou seu desejo de que 50 por cento dos lucros beneficiem instituições de caridade que apoiam a constância de terras dos nativos americanos e protegem os direitos indígenas nos Estados Unidos. Ela acrescentou que o álbum custaria "cerca de um dólar" e que as instituições de caridade deveriam mudar a cada dois anos. No entanto, o álbum nunca chegou a custar $1.
Violet Bent Backwards over the Grass foi lançado exclusivamente nos formatos físicos, CD, disco de vinil e fita cassete. O único single, "LA Who Am I to Love You", foi lançado no mesmo dia do lançamento do álbum e disponibilizado em todas as plataformas, incluindo um lançamento de streaming por tempo limitado.
Além da voz de Del Rey, o álbum conta com a produção instrumental de seu colaborador frequente Jack Antonoff, com quem Del Rey trabalhou pela primeira vez em Norman Fucking Rockwell! (2019), e depois em Chemtrails over the Country Club (2021).

### Desempenho comercial
O álbum atingiu a posição 19 na Top Album Sales e a terceira posição na Vinyl Albums, ambas tabelas da Billboard dos EUA.

### Alinhamento das faixas
| Violet Bent Backwards over the Grass |                                                                               |         |  |
| N.º                                  | Título                                                                        | Duração |  |
| 1.                                   | "LA Who Am I to Love You"                                                     | 5:20    |  |
| 2.                                   | "The Land of 1,000 Fires"                                                     | 4:04    |  |
| 3.                                   | "Violets Bent Backwards Over the Grass"                                       | 1:04    |  |
| 4.                                   | "Past the Bushes Cypress Thriving"                                            | 1:54    |  |
| 5.                                   | "Salamander"                                                                  | 1:54    |  |
| 6.                                   | "Never to Heaven"                                                             | 2:05    |  |
| 7.                                   | "Sport Cruiser"                                                               | 6:53    |  |
| 8.                                   | "Tessa DiPietro"                                                              | 2:00    |  |
| 9.                                   | "Quiet Waiter - Blue Forever"                                                 | 1:28    |  |
| 10.                                  | "What Happened When I Left You?"                                              | 1:18    |  |
| 11.                                  | "Happy"                                                                       | 2:22    |  |
| 12.                                  | "My Bedroom Is a Sacred Place Now – There Are Children at the Foot of My Bed" | 2:00    |  |
| 13.                                  | "Paradise Is Very Fragile"                                                    | 3:36    |  |
| 14.                                  | "Bare Feet on Linoleum"                                                       | 2:52    |  |
| Duração total:                       | Duração total:                                                                | 38:50   |  |

## Desempenho nas tabelas musicais
| Tabela musical (2020)                      | Melhor posição |
| ------------------------------------------ | -------------- |
| Escócia (Official Charts Company)          | 11             |
| Espanha (PROMUSICAE)                       | 59             |
| Estados Unidos (Billboard Tastemakers)     | 21             |
| Estados Unidos (Billboard Top Album Sales) | 19             |
| Estados Unidos (Billboard Vinyl Albums)    | 3              |
| França (SNEP)                              | 57             |
| Polônia (ZPAV)                             | 34             |
| Portugal (AFP)                             | 7              |
| Reino Unido (Official Charts Company)      | 25             |
| Suíça (Schweizer Hitparade)                | 82             |